# Klara linjen
Klara linjen (franska: ligne claire) är den rena teckningsstil och linjeföring som har varit typisk för många serier i den franska/belgiska serietraditionen. Hergé var den som mer eller mindre skapade stilen med sin serie Tintin. Begreppet uppkom på 1970-talet då Hergés stil fick en renässans bland franska och belgiska tecknare. 
Andra serieskapare som tagit till sig klara linjen-stilen är Edgar P. Jacobs, den tidiga André Franquin, Peyo, Jacques Martin, Roger Leloup, Tibet, Maurice Tillieux, Bob de Moor, Yves Chaland, Theo van den Boogaard, Joost Swarte och Lewis Trondheim. I överförd och utvidgad bemärkelse kan även serieskapare som Jacques Tardi, Mœbius, Geof Darrow och Jaime Hernandez sägas ägna sig åt ett slags "klara linjen"-stil.
Den atomiska stilen är något av en subgenre till "klara linjen". Den syftar på den trend som uppkom bland franska och belgiska serieskapare under 1980-talet att teckna serier i en nostalgisk 50-talsinspirerad retrostil. Yves Chaland är den atomiska stilens frontfigur.

## Källhänvisningar
Artikeln var, i den version den hade den 20 oktober 2005, helt eller delvis hämtad från Seriewikin (hos Seriefrämjandet): Klara linjen

1. ↑  "Hergé". NE.se. Läst 29 augusti 2014.